# Echinopsis spinibarbis
Echinopsis spinibarbis là một loài thực vật có hoa trong họ Cactaceae. Loài này được (Otto) A.E.Hoffm. mô tả khoa học đầu tiên năm 1989.